# Longines
Longines (Лонжи́н) — швейцарский производитель часов класса «люкс».

## История
История фирмы Longines началась с того момента, когда в 1832 году Огюст Агасси приехал в маленький городок Сент-Имье и устроился на работу в небольшую лавку «Comptoir horloger Raiguel Jeune», занимавшуюся продажей запчастей для часов, а годом позже Огюст и два его партнера Флориан Морель и Анри Раигель основали собственную факторию под названием «Comptoir Raiguel Jeune & Cie».
После того, как в 1838 году Анри Раигель отошёл от дел, а в 1847 году и Флориан Морель последовал его примеру, Огюст Агасси стал единовластным владельцем фактории и с 1862 года передал все дела своему племяннику Эрнесту Франсилльону.

### Первые часы
В то время часовым делом занимались в основном в домашних условиях, изготавливая запчасти и относя их заказчику. В 1850-х годах племянник Агасси Эрнест Франсилльон (Ernest Francillon) принял на себя управление компанией по поручению своего дяди. Франсилльон стал искать пути усовершенствования способов изготовления часов, которые использовались в те времена в часовой индустрии региона. Сделанные им выводы подвели его к попытке создать новый способ производства, основанный на двух принципах: географическая концентрация труда и использование механических способов производства. В 1866 году Эрнест Франсилльон покупает два участка земли на окраине Сент-Имье на правом берегу реки Сузе (приток реки Аре) в месте, под названием Les Longines (что на местном наречии означает «длинные и узкие поля»), где и построил первую фабрику Longines, строительство которой позволило собрать всех рабочих под одной крышей. Для создания станков, необходимых для производства, Эрнест Франсилльон обратился за помощью к своему молодому родственнику — инженеру по имени Жак Давид. На протяжении 1870-х годов методы, введённые Франсилльоном, доказали свою эффективность и фабрика стабильно расширяла своё производство вплоть до первой трети XX века: в 1911 году на фабрике Longines работало более 1100 человек и её продукция продавалась во всём мире.
В 1867 году вышел первый механизм Longines, калибр был назван L20A. Часы в то время делали с заводом от ключа, и Longines первым нарушил эту традицию, создав механизм, перевод стрелок и завод которых осуществлялся при помощи заводной головки. В том же году Эрнест собственноручно представил новые часы на Всемирной выставке в Париже и получил за них бронзовую медаль.

### Зарегистрированный товарный знак
Начав производство первого механизма, Эрнест делал на каждом гравировку в виде песочных часов с расправленными крыльями для идентификации производителя. 19 июля 1880 Эрнест Франсилльон подал сведения о регистрации новой торговой марки Longines и логотипа в Федеральную организацию Швейцарии по интеллектуальной собственности. 27 мая 1889 года данные были зарегистрированы, а 27 марта 1893 года сведения были зарегистрированы и в Международной организации интеллектуальной собственности. Товарный знак Longines является первым зарегистрированным товарным знаком в мире из ныне используемых. С 1867 года компания использовала символ крылатых песочных часов и торговое наименование «Longines» как гарантию качества своей продукции, для борьбы с подделками и защиты устоявшейся репутации компании.

## Награды
В 1867 году компания Longines выпустила свой первый механизм 20А, который удостоился премии на Всемирной выставке 1867 года в Париже.
Компания неоднократно побеждала на международных выставках и является абсолютным рекордсменом среди часовых компаний по полученным наградам: 10 Гран-при и 28 золотых медалей. Свой первый Большой приз Longines завоевал в 1885 году на Всемирной выставке в Антверпене.
Кроме того, в 1960-х годах Longines стал четырёхкратным обладателем премии в области ювелирных украшений «Diamond Award», а в 1970-х годах — также четырёхкратным обладателем престижной немецкой премии «Золотой розы Баден-Бадена».

## Достижения
В 1905 году Longines первыми запустили в серийное производство наручные часы, в связи с чем пришлось полностью перестроить фабрику и изменить формы управления.
В 1912 году Longines первыми запустили в производство часы прямоугольной формы и в форме бочки.
К 1960 году компания выпустила самые тонкие кварцевые часы в мире, а в 1979 году побила собственный рекорд, преодолев барьер в 2 мм, и выпустив часы толщиной всего 1,98 мм.
В 1982 году к празднованию 150-летия со дня основания фабрики, были выпущены золотые часы толщиной всего 3 мм, и при этом сохранившие герметичность. Эти часы до сих пор являются частью коллекции Longines под названием La Grande Classique de Longines.
В 1983 году работы, направленные на миниатюризацию, дали свой результат — был создан механизм женских часов толщиной всего 1,75 мм.
В 1984 году появилась коллекция Conquest с особо точными кварцевыми механизмами. Благодаря новой технологии термокомпенсации, модели стали точнее в 5—10 раз, чем оснащенные обычными кварцевыми механизмами.
В 2012 году Longines приступила к производству множества хронографов с колонным колесом для многих своих коллекций. Механизмы таких хронографов являются наиболее точными и надёжными за всю историю производства компании.
В 2019 году компания Longines объявила о выпуске пятидесятимиллионного экземпляра часов.

## Спорт
Впервые Longines соприкоснулся с миром спорта в 1912 году в ходе Федерального праздника физической культуры в Базеле, что привело к созданию системы автоматического расчёта времени при помощи электромеханического устройства. В дальнейшем компания неоднократно являлась хронометристом различных спортивных соревнований.

### Longines и конный спорт
Увлечение Longines миром конного спорта началось в 1878 году, когда компания произвела хронограф, на который была нанесена гравировка с изображением жокея и его коня. В 1912 году Longines впервые был представлен на скачках с препятствиями. В 1926 году бренд впервые стал хронометристом Международного Официального конного соревнования в Женеве.
На сегодняшний день Longines поддерживает конноспортивные соревнования по скачкам и конкуру. Компании стала официальным хронометристом и партнером многочисленных престижных соревнований, таких как H. H. Sheikh Mohammed bin Rashid al-Maktoum Endurance Cup и большинства Национальных Кубков CSIO и CHIO, а также CSIO Barcelona, Dubai Show Jumping Championship, President’s Cup presented by Longines и Emirates Longines Show Jumping League. В 2000 году впервые был вручён Приз Longines за элегантность, который с тех пор каждый год вручается самым элегантным и самым успешным наезднику и наезднице сезона в соревнованиях по конкуру.
Бренд также выступает партнёром нескольких всемирно известных скачек, таких, как Prix de Diane Longines, Dubai World Cup, Qatar Prix de l’Arc de Triomphe, Royal Ascot, H. H. The Emir’s Trophy presented by Longines, Longines Singapore Gold Cup, Melbourne Cup Carnival, Gran Premio Longines, Longines Handicap de las Américas, Grand Prix Longines Lydia Tesio, Longines Grosser Preis von Baden и знаменитыми Дерби в Кентукки.
Компания разработала систему хронометража для конного спорта Longines LPS, основанную на использовании небольших радиопередатчиков, закрепляемых на сёдлах наездников и приёмника на арене
С 2016 года бренд Longines выступает официальным партнёром, хронометристом и официальными часами скачек на приз Президента Российской Федерации.

### Longines и гимнастика
Сотрудничество Longines с миром гимнастики началось в 1912 году, когда компания впервые использовала электромеханическую систему, иначе именуемую как система прерванной цепи для хронометража соревнований на Федеральном Швейцарском Празднике Гимнастики. С 1989 года Longines стал официальным партнёром и хронометристом Международной федерации гимнастики (FIG), а также Европейского гимнастического союза (UEG). На протяжении 20 лет Longines выступал к качестве хронометриста соревнований по художественной и спортивной гимнастике, проводимых Международной федерацией гимнастики (FIG). Учрежденный в 1997 году, Приз Longines за элегантность вручается гимнасту(-ке) или группе гимнастов(-ок), чье выступление на соревнованиях признается самым элегантным. В 1997 году был впервые присуждён Приз Longines за элегантность на Чемпионате по художественной гимнастике в Берлине российской гимнастке Яне Батыршиной. В 2017 году бренд Longines выбрал сестёр Дину и Арину Авериных Посланницами бренда по художественной гимнастике.

### Longines на Олимпиадах
В 1952 году Longines становится официальным хронометристом Зимних олимпийских игр в Осло и с тех пор выступал хронометристом практически всех Олимпиад, как зимних, так и летних.
В 1972 году благодаря решению арбитра, переведшему согласно правилам электронный хронометр фирмы Longines на 2 секунды назад, сборная СССР стала золотым призёром олимпийских игр по баскетболу. Хронометрист матча, представитель Longines на Олимпиаде Йозеф Блаттер, совершил ошибку. Он включил время, когда игрок под щитом вбросил мяч. По правилам баскетбола время включается, когда игрок на площадке принимает мяч. Поэтому последние 3 секунды были переиграны.

### Longines и Formula-1
В 1982 году компания стала партнёром команды Формулы-1 Ferrari, в связи с чем была даже выпущена специальная коллекция часов.

### Longines и горнолыжный спорт
В 1933 году, в Шамони, началась история сотрудничества Longines с миром соревнований по горным лыжам. С тех пор эти зимние соревнования предоставляли Longines возможность продемонстрировать свои технические нововведения. Longines рассматривает своё сотрудничество в качестве официального хронометриста Кубка мира по горным лыжам и Мировых чемпионатов по горнолыжному спорту, проводимых Международной организацией лыжного спорта (FIS), в качестве долгосрочных инвестиций. Норвежский горнолыжник Аксель Лунд Свиндаль представляет Longines в качестве одного из посланников элегантности бренда.

### Longines и большой теннис
С 2007 по 2018 года Longines также являлся официальным партнёром престижного Открытого чемпионата Франции по теннису, который ежегодно проводится в теннисном комплексе Ролан Гаррос. Компания использовала данную возможность для того, чтобы найти теннисных чемпионов завтрашнего дня в рамках соревнований «Будущие звёзды тенниса Longines», которые проходят на кортах Ролан Гаррос в течение 2 недель проведения Открытого чемпионата Франции по теннису. В число посланников элегантности бренда входят также две легенды тенниса, Андре Агасси и Штеффи Граф.

## Longines и воздухоплаватели
В 1927 году Чарльз Линдберг совершает первый трансатлантический перелёт из Нью-Йорка в Париж за 33 часа и 30 минут, а Longines являлся хронометристом этого достижения. Вскоре Чарльз Линдберг обратился в компанию Longines с идеей создания специальных часов для лётчиков. Таким образом, появились часы Longines Hour Angle, созданные Линдбергом совместно с Longines. Часы позволяли определять географическое положение лётчиков.
В 1932 году часы Longines были на первой женщине-пилоте Амелии Эрхарт, совершившей перелёт из Ньюфаундленда в Ирландию.

## Знаменитые обладатели
- Альберт Эйнштейн — физик, естествоиспытатель.
- Иосиф Сталин — руководитель СССР[14].
- Коко Шанель — французский модельер.
- Михаил Горбачёв — Президент СССР.
- Грейс Келли — американская киноактриса, княгиня Монако.
- Андрей Миронов — советский актёр театра и кино[15].
- Юлия Тимошенко — украинский политик, предприниматель.
- Дэвид Боуи — британский рок-музыкант.
- Леди Ди — принцесса Уэльская.
- Уоррен Баффетт — американский предприниматель, инвестор.
- Джеймс Кэмерон — канадский кинорежиссёр и продюсер.
- Сильвио Берлускони — итальянский политик, предприниматель.
- Ингрид Бергман — шведская и американская актриса.

## Лица рекламных кампаний
- Одри Хепбёрн — американская актриса.
- Хамфри Богарт — американский киноактёр.
- Айшварья Рай — индийская актриса и фотомодель.
- Ингеборга Дапкунайте — актриса театра и кино.
- Олег Меньшиков — советский и российский актёр театра и кино.
- Андре Агасси — американский теннисист, первая ракетка мира 1995 года.
- Линь Чилин — китайская фотомодель.
- Алина Кабаева — чемпионка мира и Европы по художественной гимнастике.
- Билли Зейн — американский актёр и продюсер.
- Ольга Капранова — чемпионка мира и Европы по художественной гимнастике.
- Анастасия Люкин — американская гимнастка.
- Штеффи Граф — немецкая теннисистка.
- Джейн Ричард — швейцарская наездница.
- Аарон Квок — китайский киноактёр и певец.
- Агнешка Радваньская — польская теннисистка.
- Кейт Уинслет — американская киноактриса.
- Мария Шарапова — российская теннисистка.
- Саймон Бейкер — австралийский актёр.
- Аксель Лунд Свиндаль — норвежский лыжник.
- Арина и Дина Аверины — художественные гимнастки.